# Samad Nikkhah Bahrami
Pour les articles homonymes, voir Bahrami.
Samad Nikkah Bahrami (en persan : محمد صمد نیکخواه بهرامی), né le 11 mai 1983 à Téhéran, en Iran, est un joueur iranien de basket-ball, évoluant au poste d'ailier.

## Carrière
Il est nommé porte-drapeau de la délégation iranienne aux Jeux olympiques d'été de 2020 par le Comité national olympique de la République islamique d'Iran, conjointement avec la tireuse sportive Hanieh Rostamian (en).

## Palmarès
- Champion d'Asie 2007, 2009, 2013